# Karma Automotive

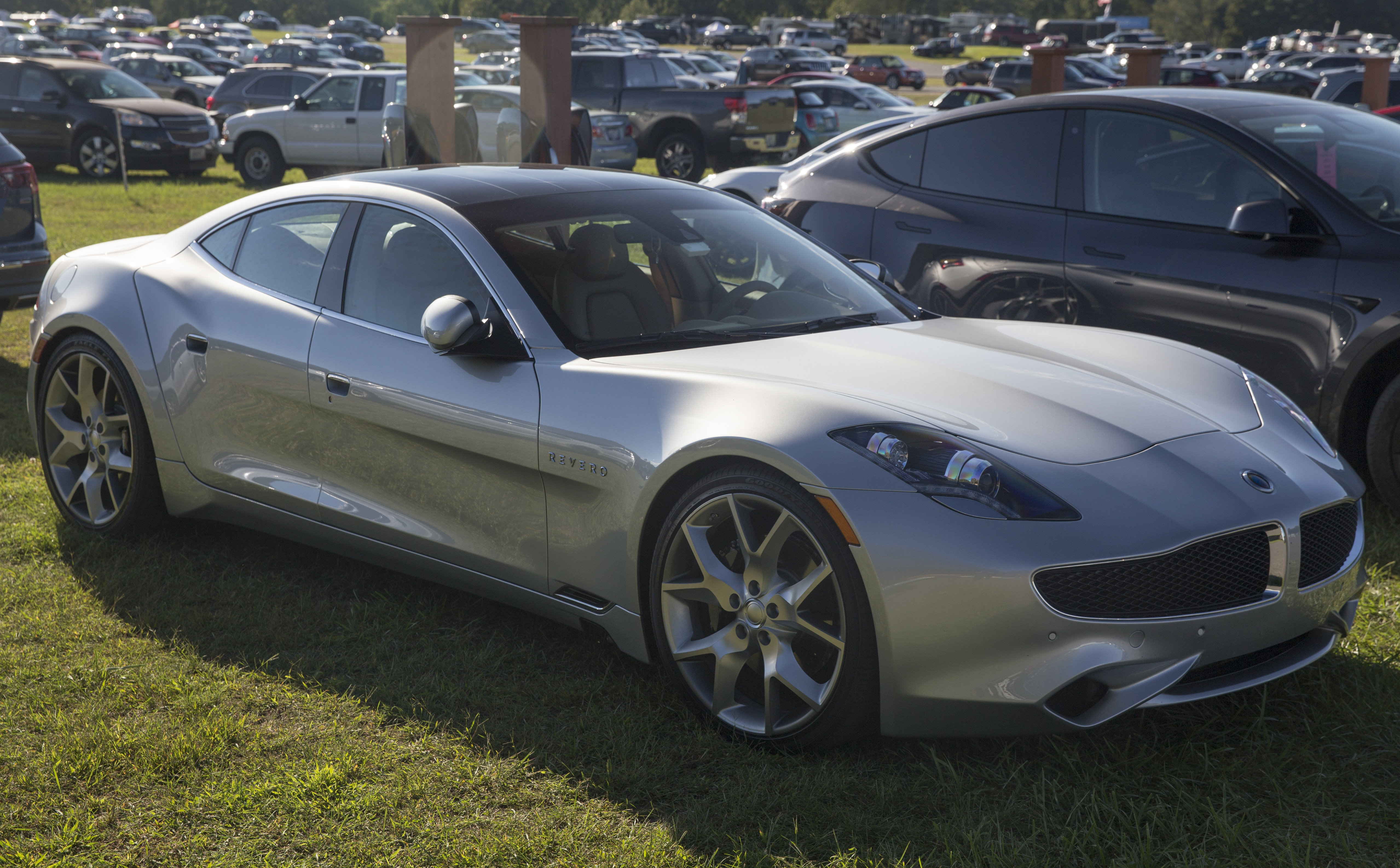
Karma Revero

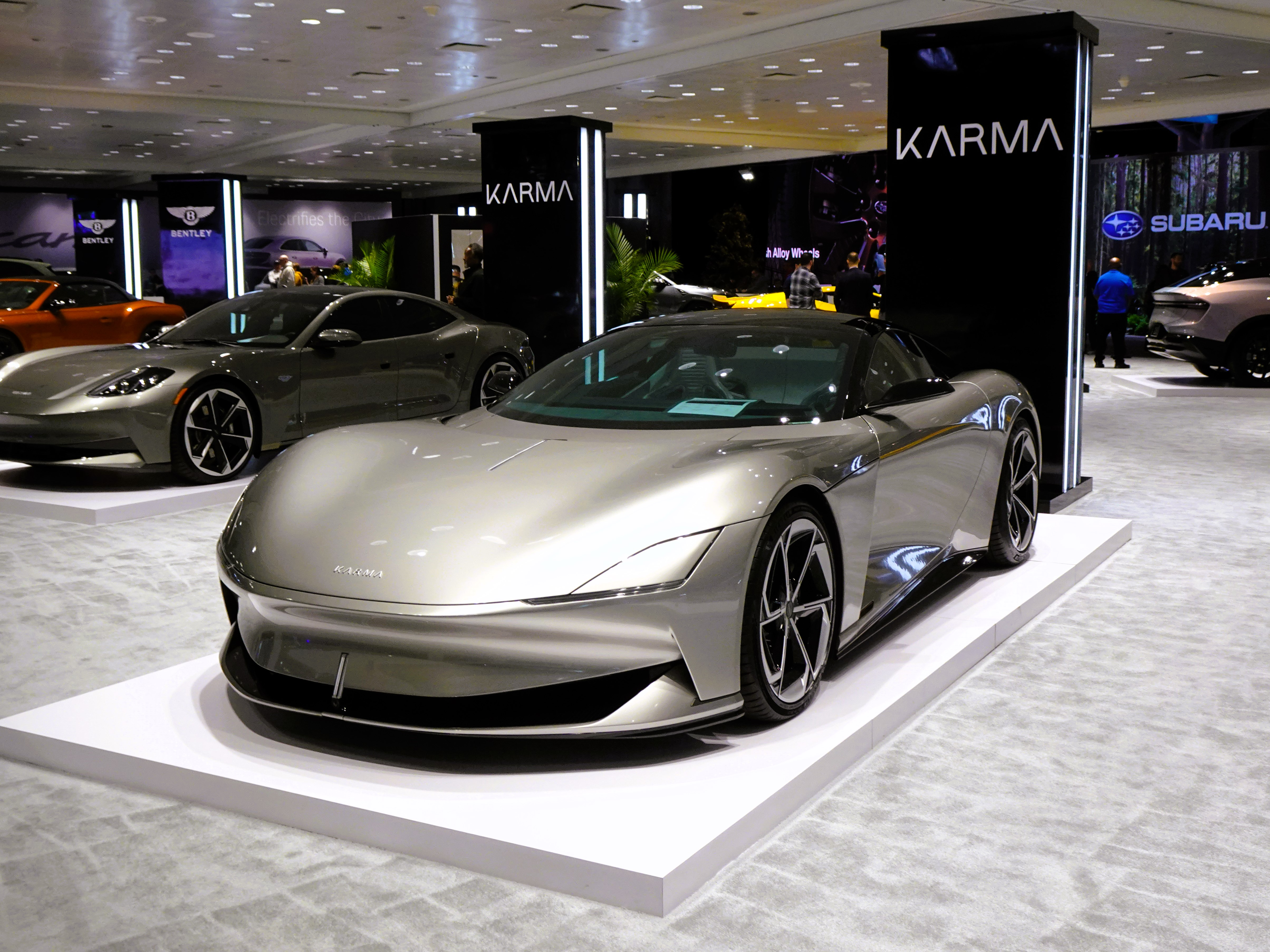
Karma Kaveya

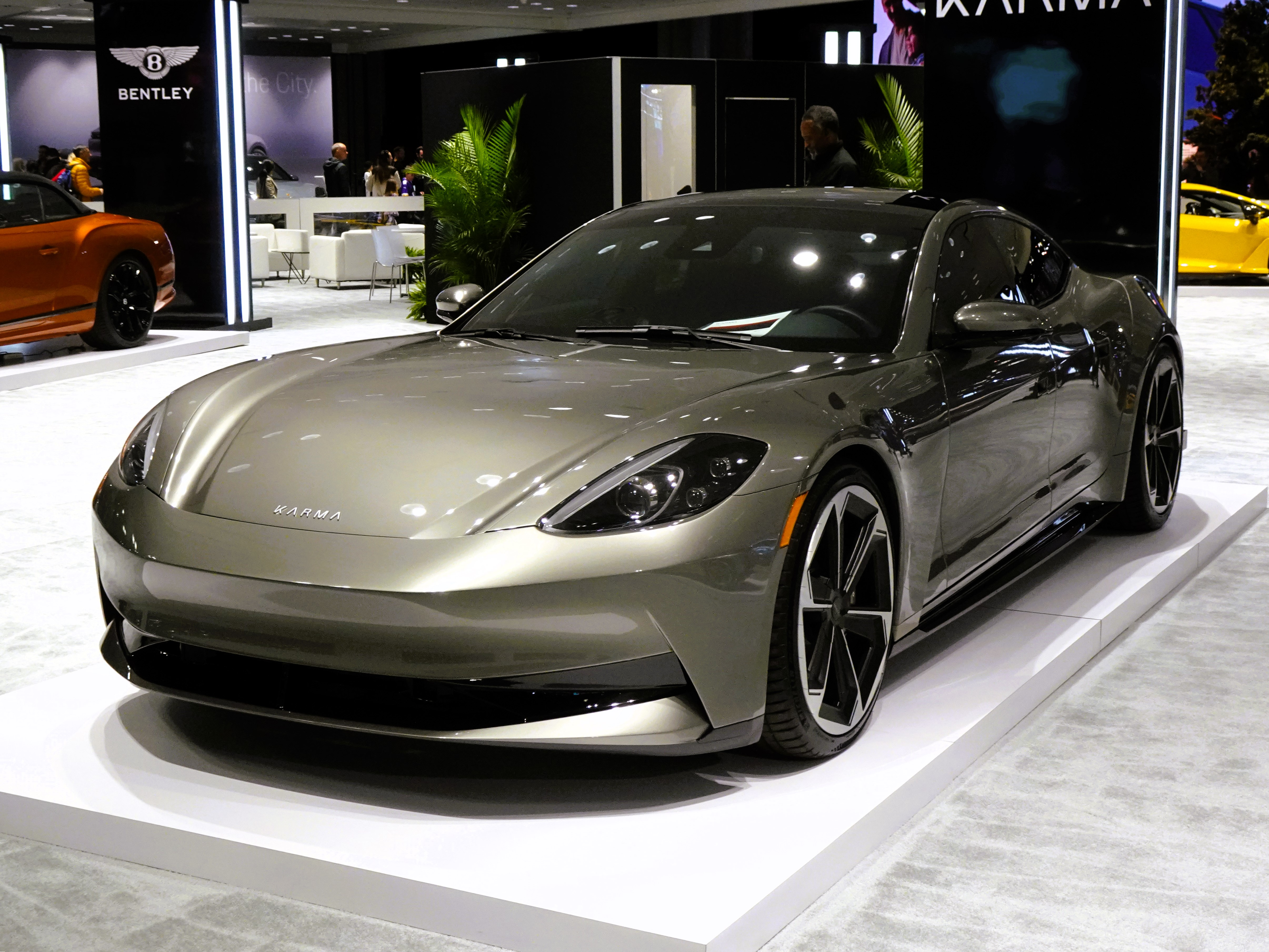
Karma Gyesera

Karma Automotive  LLC ist ein US-Tochterunternehmen des chinesischen Automobilzulieferers Wanxiang Group in Costa Mesa, Kalifornien. Wanxiang stellt in China außerdem Lithium-Ionen-Batterien, Elektrobusse und Hybridbusse her.
Basis des Unternehmens ist der Entwickler und Hersteller von Plug-in-Hybrid-Autos Fisker Automotive, den Wanxiang im Rahmen einer Zwangsversteigerung für 149,2 Millionen Dollar erworben hatte, als dieser eine Restschuld von 168 Millionen Regierungskredite des Energieministeriums der Vereinigten Staaten nicht ordnungsgemäß zurückzahlen konnte. Wanxiang benannte das Unternehmen um nach dem von Fisker Automotive entwickelten und bei Valmet in den Jahren 2011 und 2012 gebauten Plug-in-Hybrid-Sportwagen Fisker Karma. Für dessen Produktion hat Karma Automotive Produktionsanlagen in Morena Valley angemietet.
Im Juni 2020 wurde bekannt, dass Karma in massiven wirtschaftlichen Schwierigkeiten steckte und plante Gläubigerschutz nach Chapter 11 zu beantragen. Neue Modell präsentierte das Unternehmen im November 2023 mit dem Elektrosportwagen Kaveya, im März 2024 mit der Elektrolimousine Gyesera, im August 2024 mit dem Elektro-SUV Ivara, im November 2024 mit der Limousine Invictus und im März 2025 mit dem Coupé Amaris.

## Lieferanten

### BMW
Für den Karma lieferte BMW Antriebsstrang und Ladesystem.

### A123 Systems
Die Batterie sollte laut Wall Street Journal von A123 Systems zugeliefert werden, das auch die Batterien für den Fisker Karma von Fisker Automotive geliefert hatte. Probleme mit dessen Batterien führten zu mehreren teuren Rückrufen; der Bankrott des Batterieherstellers führte zur Unmöglichkeit für Fisker, weitere Autos zu produzieren. Wanxiang hatte A123 Systems nach deren Bankrott ebenfalls aufgekauft und ließ dort eine neue Batterie für den Karma entwickeln.